# The Soul of the Vase
The Soul of the Vase è un cortometraggio muto del 1915 diretto da William Desmond Taylor. Prodotto dalla Flying A (American Film Manufacturing Company), aveva come interpreti Robyn Adair, Beatrice Van, Joe Harris, David Lythgoe.

## Trama
La mente di Jason, il vasaio, brucia per l'ossessione di creare "IL" vaso perfetto. Tutti i suoi pensieri, i suoi sogni, il suo desiderio tende a quest'unica meta per raggiungere la quale è disposto a tutto. Vi subordina persino la sua vita e sua moglie. Un giorno, dal vasaio giunge Clark, un intenditore. L'uomo, però, si innamora di Rene, la moglie, e scongiura la donna ad abbandonare il marito per venire via con lui che le darà finalmente la felicità. Ma Rene non si lascia convincere e resta a fianco del marito. Questi, sempre più preso dalla sua ossessione, prende i gioielli di lei, li macina e li mescola con l'argilla con l'intento di dare più lucentezza al suo vaso. Poi sogna. Nel sogno gli appare Rene che gli offre la propria anima per rendere ancora più perfetto il vaso. Lui accetta l'offerta e pone l'anima della moglie nel forno dove sta cuocendo il suo capolavoro. Il calore diventa sempre più rovente e il suo vaso ideale sembra avvicinarglisi sempre di più. Poi Jason però è colpito dal pensiero di Rene. Apre il forno per liberare l'anima e l'aria che vi irrompe fa sbriciolare il vaso che ridiventa polvere. Jason si sveglia e trova Rene che soffre: non a causa del forno acceso, ma per la mancanza dell'amore di Jason. Lui, allora, torna in sé, dimentica i suoi folli sogni e abbraccia la moglie, rinsavito e di nuovo innamorato.

## Produzione
Il film fu prodotto dalla American Film Manufacturing Company.

## Distribuzione
Distribuito dalla Mutual, il film - un cortometraggio in due bobine - uscì nelle sale statunitensi il 9 giugno 1915.